# پل حاج مرتضی
پل حاج مرتضی مربوط به دوره قاجار است و در خمین، خیابان ساحلی واقع شده و این اثر در تاریخ ۲۵ آبان ۱۳۸۷ با شمارهٔ ثبت ۲۳۷۹۵ به‌عنوان یکی از آثار ملی ایران به ثبت رسیده است.